# شوهي أوتسوكي
شوهي أوتسوكي (باليابانية: 大槻 周平) (26 مايو 1989 في كيوتو في اليابان – )؛ هو لاعب كرة قدم ياباني سابق كان يلعب كلاعب وسط.

## وصلات خارجية
- شوهي أوتسوكي على موقع رابطة كرة القدم اليابانية للمحترفين (اليابانية)
- شوهي أوتسوكي على موقع قاعدة بيانات كرة القدم.إي يو (الإنجليزية)
- شوهي أوتسوكي على موقع Soccerway.com (الإنجليزية)
- شوهي أوتسوكي على موقع عالم كرة القدم.نت (الإنجليزية)
- شوهي أوتسوكي على موقع كووورة